# Gaston Doumergue
Gaston Doumergue (Aigues-Vives, 1863. augusztus 1.  – Aigues-Vives, 1937. június 18.) francia államfő és a Harmadik Köztársaság 47. és 77. miniszterelnöke volt. Emellett számos miniszteri tisztséget is ellátott. Elnökségét a politikai instabilitás jellemezte.

## Élete
Hugenotta családban született. Tanulmányait Nîmes-ben folytatta, majd Párizsban jogi végzettséget szerzett. 1885-ben, Nîmes-ben kezdte meg az ügyvédi pályafutását. 1890-től 1892-ig Indokínában, 1893-ban pedig Algériában bíróként tevékenykedett. 1893-ban a nîmes-i radikális szocialisták képviselőjekét a francia képviselőház tagjává választották. 1902-től 1905-ig a gyarmatügyi miniszteri, 1906-tól 1908-ig a kereskedelmi miniszteri, 1908-tól 1910-ig pedig a közoktatási miniszteri tisztségeket látta el. 1910-ben bválasztották a szenátusba. Röviddel az első világháború kitörése előtt kinevezték miniszterelnökké és hadügyminiszterré. Az utóbbi tisztségről lemondott, majd 1914 augusztusában, a háború kitörésekor ismét ő látta el a hadügyminiszteri teendőket. Ezt a pozíciót azonban rövidesen a gyarmatügyi tárcára cserélte, amelyet 1917-ig megtartott.
1923-ban a Francia Szenátus elnökévé választották. 1924 júniusában a korrektségéről és a pártatlanságáról ismert Doumergue lett Alexandre Millerand elnök utóda. Millerand lemondását heves viták és konfliktusok előzték meg. Ez a politikai instabilitás Doumergue elnökségére is hatással volt. 1931-ben, amikor letöltötte az elnöki ciklusát, Doumergue a Tournefeuille-ben található vidéki házába vonult vissza. 1934-ben, amikor úgy tűnt, hogy polgárháború tör ki Franciaországban, Doumergue-et felkérték a Párizsba való visszatérésre. 1934. február 9-én kormányt alakított és átmenetileg sikerült stabilizálnia az ország helyzetét. Reformokat dolgozott ki a kormány végrehajtó testületének erősebbé tétele érdekében. Ez a program azonban ellenállást váltott ki. Doumergue még ebben az évben visszavonult a politikától. 1937. június 18-án hunyt el Aigues-Vives-ben.

## Kapcsolódó szócikk
- Franciaország miniszterelnökeinek listája

| Elődje: Louis Barthou | Franciaország kormányfője 1913. december 9. – 1914. június 2. | Utódja: Alexandre Ribot |

| Elődje: Alexandre Millerand | A Francia Köztársaság elnöke 1924. június 13. – 1931. június 13. | Utódja: Paul Doumer |

| Elődje: Édouard Daladier | Franciaország kormányfője 1934. február 9. – 1934. november 8. | Utódja: Pierre-Étienne Flandin |